# Municipio Yocalla
Das Municipio Yocalla ist ein Verwaltungsbezirk im Departamento Potosí im Hochland des südamerikanischen Anden-Staates Bolivien.

## Lage im Nahraum
Das Municipio Yocalla ist eins von vier Municipios in der Provinz Tomás Frías und liegt westlich der Stadt Potosí. Es grenzt im Osten an das Municipio Potosí, im Norden an das Municipio Tinguipaya, im Westen an das Municipio Urmiri und im Süden an die Provinz Antonio Quijarro.

## Geographie
Das Municipio Yocalla liegt am Ostrand des bolivianischen Altiplano vor der Anden-Gebirgskette der Cordillera Central.
Die mittlere Jahrestemperatur der Region liegt bei etwa 11 °C (siehe Klimadiagramm Potosí), der Jahresniederschlag beträgt etwa 350 mm. Die Region weist ein ausgeprägtes Tageszeitenklima auf, die Monatsdurchschnittstemperaturen schwanken nur unwesentlich zwischen 8 °C im Juni/Juli und 13 °C von November bis März. Die Monatsniederschläge liegen zwischen unter 10 mm in den Monaten Mai bis September und knapp 80 mm im Januar und Februar.

## Bevölkerung
Die Einwohnerzahl des Municipio Yocalla ist zwischen 1992 und 2024 um fast die Hälfte angestiegen:
| Jahr | Einwohner | Quelle       |
| ---- | --------- | ------------ |
| 1992 | 7.640     | Volkszählung |
| 2001 | 8.046     | Volkszählung |
| 2012 | 9.436     | Volkszählung |
| 2024 | 11.119    | Volkszählung |

Die Lebenserwartung der Neugeborenen liegt bei 62 Jahren, der Alphabetisierungsgrad bei den über 15-Jährigen bei 77 Prozent, und der Anteil der städtischen Bevölkerung im Municipio beträgt 0 Prozent (2001).

## Politik
Ergebnis der Regionalwahlen (concejales del municipio) vom 4. April 2010:
| Wahl- berechtigte |  | Wahl- beteiligung | gültige Stimmen |  | MAS-IPSP | MSM    | M.O.P. |
| ----------------- |  | ----------------- | --------------- |  | -------- | ------ | ------ |
| 3.693             |  | 3.269             | 2.242           |  | 1.498    | 594    | 150    |
|                   |  | 88,5 %            | 68,6 %          |  | 66,8 %   | 26,5 % | 6,7 %  |

Ergebnis der Regionalwahlen (elecciones de autoridades políticas) vom 7. März 2021:
| Wahl- berechtigte |  | Wahl- beteiligung | gültige Stimmen |  | MAS-IPSP | PAN-BOL | M.O.P.  | AS     |
| ----------------- |  | ----------------- | --------------- |  | -------- | ------- | ------- | ------ |
| 4.674             |  | 3.976             | 3.326           |  | 1.316    | 852     | 431     | 307    |
|                   |  | 85,07 %           | 83,65 %         |  | 39,57 %  | 25,62 % | 12,96 % | 9,23 % |

## Gliederung
Das Municipio unterteilt sich in die folgenden drei Cantones:
- 05-0103-01 Kanton Yocalla – 26 Ortschaften – 3.122 Einwohner
- 05-0103-02 Kanton Salinas de Yocalla – 10 Ortschaften – 1.299 Einwohner
- 05-0103-03 Kanton Santa Lucía – 43 Ortschaften – 5.015 Einwohner

## Ortschaften im Municipio Yocalla
- Kanton Yocalla
  - Yocalla 578 Einw. – Totora Pampa 556 Einw. – Totora D 471 Einw. – Cieneguillas 287 Einw.

- Kanton Salinas de Yocalla
  - Luquiapu (auch: Turqui) 406 Einw. – Yurac Ckasa 329 Einw. – Belén Pampa 324 Einw.

- Kanton Santa Lucía
  - San Antonio 605 Einw. – Cayara 575 Einw. – Santa Lucía 435 Einw. – El Molino 356 Einw.